# Portada/efemèride juny 25
Lord Mountbatten
« 24 de juny · 25 de juny · 26 de juny »